# Poieni-Solca
Poieni-Solca es una comuna ubicada en el distrito de Suceava, Rumania.

## Superficie
Posee una superficie de 16,10 kilómetros cuadrados.

## Demografía
Hasta 2021 la población era de 1941 habitantes, con una densidad de población de 120,6 habitantes por kilómetro cuadrado.